# César 2020

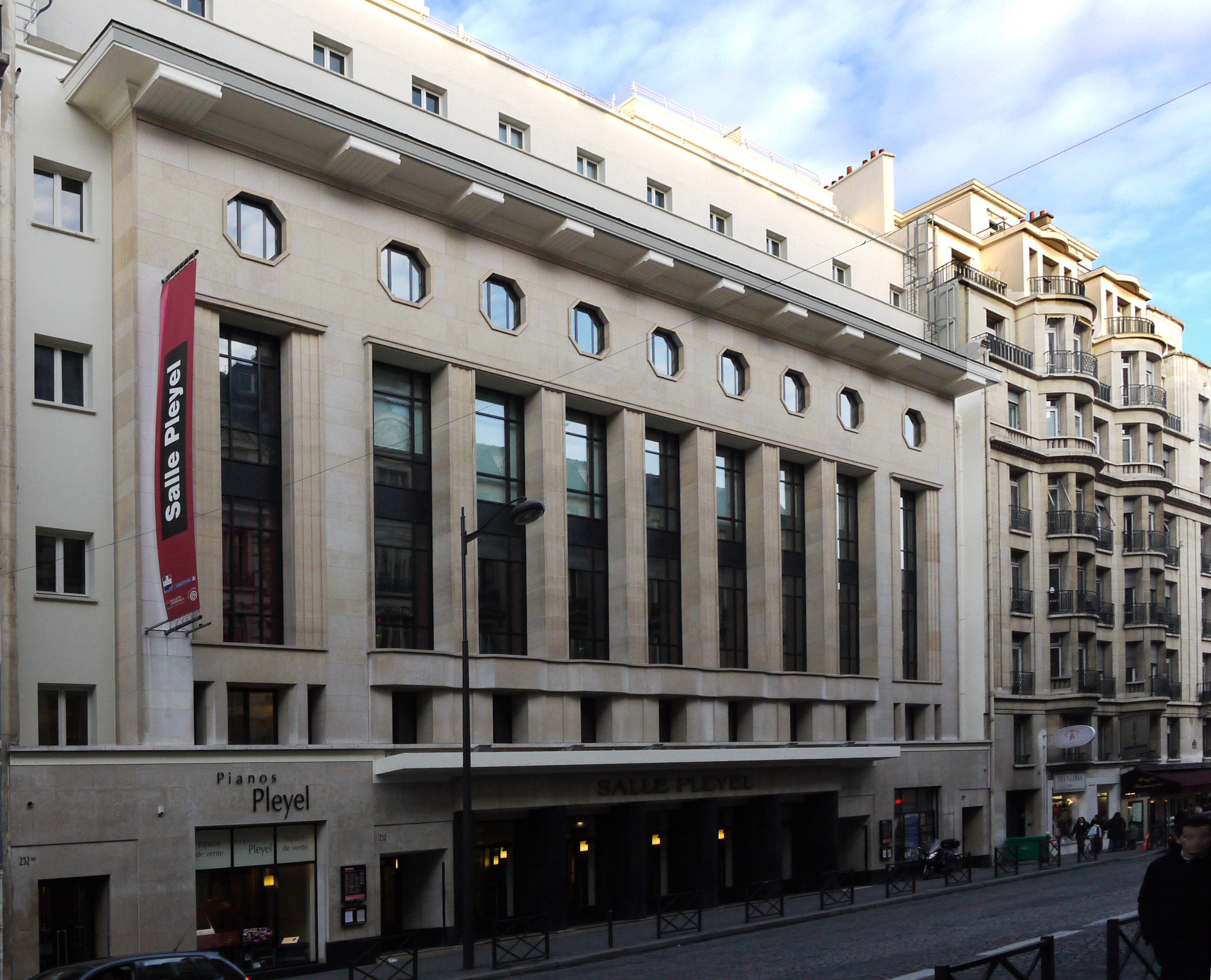
Der Pariser Salle Pleyel, Veranstaltungsort der César-Verleihung

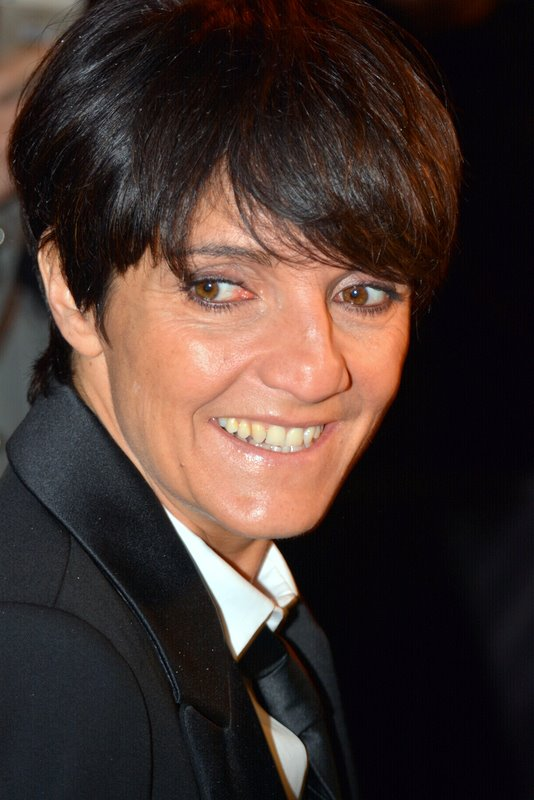
Florence Foresti, Moderatorin der Preisverleihung

Die 45. César-Verleihung fand am 28. Februar 2020 im Salle Pleyel in Paris statt. Die von der französischen Académie des Arts et Techniques du Cinéma vergebenen Filmpreise für die besten Produktionen des Kinojahres 2019 wurden in 22 Kategorien verliehen; hinzu kamen die Spezialpreise.
Den jährlich wechselnden Vorsitz der Gala übernahm Sandrine Kiberlain. Als Moderatorin („maîtresse de cérémonie“) durch den Abend führte die Schauspielerin Florence Foresti, die zuletzt 2016 die Moderation innehatte. Die Veranstaltung wurde live vom französischen Fernsehsender Canal+ übertragen.
Nachdem der Publikumspreis seit 2018 an den Film mit den meisten Kinobesuchern des Jahres gegangen war, änderte die Académie die Vergaberichtlinien 2020: Der Preis ging nun an einen der fünf besucherstärksten Filme des Jahres, wobei der Preisträger durch die Académie gewählt wurde. Die Nominierungen für den César 2020 wurden am 29. Januar 2020 bekanntgegeben.
Mitte Februar 2020 trat der Vorstand der César-Akademie geschlossen zurück, nachdem u. a. Kritik an den zwölf Nominierungen für Roman Polańskis Intrige laut geworden war. Zuvor hatten rund 400 Prominente aus der französischen Filmszene in der Tageszeitung Le Monde in einem offenen Brief eine „tiefgreifende Reform“ der privatrechtlichen Institution „wegen eines an Vetternwirtschaft grenzenden Mangels an Transparenz“ gefordert. Der französische Kulturminister Franck Riester erklärte Stunden vor der Verleihung, dass es ein negatives Signal sei, in einem Moment, in dem „der Mantel des Schweigens von den sexuellen und sexistischen Übergriffen der Vergangenheit gelüftet werde“, den Preis für die beste Regie an Polański zu vergeben. Während der Preisverleihung an Polański verließen mehrere anwesende Schauspielerinnen demonstrativ den Raum.
Erstmals in der Geschichte der Césars wurde kein Ehrenpreis vergeben; der Preis sollte ursprünglich an Brad Pitt verliehen werden, der eine Ehrung im Zuge der Polański-Kontroverse jedoch ablehnte.

## Preisträger und Nominierte
| Film                                        | N  | A |
| ------------------------------------------- | -- | - |
| Intrige                                     | 12 | 3 |
| Die schönste Zeit unseres Lebens            | 11 | 3 |
| Die Wütenden – Les Misérables               | 11 | 3 |
| Porträt einer jungen Frau in Flammen        | 10 | 1 |
| Gelobt sei Gott                             | 8  | 1 |
| Alles außer gewöhnlich                      | 8  | 0 |
| Im Schatten von Roubaix                     | 7  | 1 |
| Ich habe meinen Körper verloren             | 3  | 2 |
| The Wolf’s Call – Entscheidung in der Tiefe | 3  | 1 |
| Atlantique                                  | 3  | 0 |
| Papicha – Der Traum von Freiheit            | 2  | 2 |
| Das Land meines Vaters                      | 2  | 0 |
| Die Verschwundene                           | 2  | 0 |
| Vorhang auf für Cyrano                      | 2  | 0 |

### Bester Film
präsentiert von Sandrine Kiberlain
Die Wütenden – Les Misérables (Les misérables) – Regie: Ladj Ly
Die schönste Zeit unseres Lebens (La belle époque) – Regie: Nicolas Bedos
Gelobt sei Gott (Grâce à Dieu) – Regie: François Ozon
Alles außer gewöhnlich (Hors normes) – Regie: Éric Toledano und Olivier Nakache
Intrige (J’accuse) – Regie: Roman Polański
Porträt einer jungen Frau in Flammen (Portrait de la jeune fille en feu) – Regie: Céline Sciamma
Im Schatten von Roubaix (Roubaix, une lumière) – Regie: Arnaud Desplechin

### Beste Regie
präsentiert von Emmanuelle Bercot und Claire Denis
Roman Polański – Intrige (J’accuse)
Nicolas Bedos – Die schönste Zeit unseres Lebens (La belle époque)
François Ozon – Gelobt sei Gott (Grâce à Dieu)
Éric Toledano und Olivier Nakache – Alles außer gewöhnlich (Hors normes)
Ladj Ly – Die Wütenden – Les Misérables (Les misérables)
Céline Sciamma – Porträt einer jungen Frau in Flammen (Portrait de la jeune fille en feu)
Arnaud Desplechin – Im Schatten von Roubaix (Roubaix, une lumière)

### Beste Hauptdarstellerin
präsentiert von Mathieu Kassovitz
Anaïs Demoustier – Alice oder Die Bescheidenheit (Alice et le maire)
Eva Green – Proxima – Die Astronautin (Proxima)
Adèle Haenel – Porträt einer jungen Frau in Flammen (Portrait de la jeune fille en feu)
Noémie Merlant – Porträt einer jungen Frau in Flammen (Portrait de la jeune fille en feu)
Doria Tillier – Die schönste Zeit unseres Lebens (La belle époque)
Karin Viard – Dann schlaf auch du (Chanson douce)
Chiara Mastroianni – Zimmer 212 – In einer magischen Nacht (Chambre 212)

### Bester Hauptdarsteller
präsentiert von Marisa Berenson
Roschdy Zem – Im Schatten von Roubaix (Roubaix, une lumière)
Daniel Auteuil – Die schönste Zeit unseres Lebens (La belle époque)
Damien Bonnard – Die Wütenden – Les Misérables (Les misérables)
Vincent Cassel – Alles außer gewöhnlich (Hors normes)
Jean Dujardin – Intrige (J’accuse)
Reda Kateb – Alles außer gewöhnlich (Hors normes)
Melvil Poupaud – Gelobt sei Gott (Grâce à Dieu)

### Beste Nebendarstellerin
präsentiert von Vincent Dedienne und Emmanuelle Devos
Fanny Ardant – Die schönste Zeit unseres Lebens (La belle époque)
Josiane Balasko – Gelobt sei Gott (Grâce à Dieu)
Laure Calamy – Die Verschwundene (Seules les bêtes)
Sara Forestier – Im Schatten von Roubaix (Roubaix, une lumière)
Hélène Vincent – Alles außer gewöhnlich (Hors normes)

### Bester Nebendarsteller
präsentiert von Chiara Mastroianni
Swann Arlaud – Gelobt sei Gott (Grâce à Dieu)
Grégory Gadebois – Intrige (J’accuse)
Louis Garrel – Intrige (J’accuse)
Benjamin Lavernhe – Meine geliebte Unbekannte (Mon inconnue)
Denis Ménochet – Gelobt sei Gott (Grâce à Dieu)

### Beste Nachwuchsdarstellerin
präsentiert von Aïssa Maïga
Lyna Khoudri – Papicha – Der Traum von Freiheit (Papicha)
Luàna Bajrami – Porträt einer jungen Frau in Flammen (Portrait de la jeune fille en feu)
Céleste Brunnquell – Les éblouis
Nina Meurisse – Camille
Mama Sané – Atlantique

### Bester Nachwuchsdarsteller
präsentiert von Karidja Touré und Déborah François
Alexis Manenti – Die Wütenden – Les Misérables (Les misérables)
Anthony Bajon – Das Land meines Vaters (Au nom de la terre)
Benjamin Lesieur – Alles außer gewöhnlich (Hors normes)
Liam Pierron – La vie scolaire – Schulalltag (La vie scolaire)
Djebril Zonga – Die Wütenden – Les Misérables (Les misérables)

### Bestes Originaldrehbuch
präsentiert von Jean-Pierre Darroussin
Nicolas Bedos – Die schönste Zeit unseres Lebens (La belle époque)
François Ozon – Gelobt sei Gott (Grâce à Dieu)
Éric Toledano und Olivier Nakache – Alles außer gewöhnlich (Hors normes)
Ladj Ly – Die Wütenden – Les Misérables (Les misérables)
Céline Sciamma – Porträt einer jungen Frau in Flammen (Portrait de la jeune fille en feu)

### Bestes adaptiertes Drehbuch
präsentiert von Jean-Pierre Darroussin
Roman Polański und Robert Harris – Intrige (J’accuse)
Costa-Gavras – Adults in the Room
Jérémy Clapin und Guillaume Laurant – Ich habe meinen Körper verloren (J’ai perdu mon corps)
Arnaud Desplechin und Léa Mysius – Im Schatten von Roubaix (Roubaix, une lumière)
Dominik Moll und Gilles Marchand – Die Verschwundene (Seules les bêtes)

### Bestes Szenenbild
präsentiert von Antoine Reinartz
Stéphane Rozenbaum – Die schönste Zeit unseres Lebens (La belle époque)
Benoît Barouh – The Wolf’s Call – Entscheidung in der Tiefe (Le chant du loup)
Franck Schwarz – Vorhang auf für Cyrano (Edmond)
Jean Rabasse – Intrige (J’accuse)
Thomas Grézaud – Porträt einer jungen Frau in Flammen (Portrait de la jeune fille en feu)

### Beste Kostüme
präsentiert von Antoine Reinartz
Pascaline Chavanne – Intrige (J’accuse)
Emmanuelle Youchnovski – Die schönste Zeit unseres Lebens (La belle époque)
Thierry Delettre – Vorhang auf für Cyrano (Edmond)
Alexandra Charles  – Jeanne d’Arc (Jeanne)
Dorothée Guiraud – Porträt einer jungen Frau in Flammen (Portrait de la jeune fille en feu)

### Beste Kamera
präsentiert von Melha Bedia und Arnaud Valois
Claire Mathon – Porträt einer jungen Frau in Flammen (Portrait de la jeune fille en feu)
Nicolas Bolduc – Die schönste Zeit unseres Lebens (La belle époque)
Paweł Edelman – Intrige (J’accuse)
Julien Poupard – Die Wütenden – Les Misérables (Les misérables)
Irina Lubtchansky – Im Schatten von Roubaix (Roubaix, une lumière)

### Bester Schnitt
präsentiert von Melha Bedia und Arnaud Valois
Flora Volpelière – Die Wütenden – Les Misérables (Les misérables)
Anny Danché und Florent Vassault – Die schönste Zeit unseres Lebens (La belle époque)
Laure Gardette – Gelobt sei Gott (Grâce à Dieu)
Dorian Rigal-Ansous – Alles außer gewöhnlich (Hors normes)
Hervé de Luze – Intrige (J’accuse)

### Bester Ton
präsentiert von Laura Felpin
Nicolas Cantin, Thomas Desjonquères, Raphaëll Mouterde, Olivier Goinard, Randy Thom – The Wolf’s Call – Entscheidung in der Tiefe (Le chant du loup)
Rémi Daru, Séverin Favriau, Jean-Paul Hurier – Die schönste Zeit unseres Lebens (La belle époque)
Lucien Balibar, Aymeric Devoldère, Cyril Holtz, Niels Barletta – Intrige (J’accuse)
Arnaud Lavaleix, Jérôme Gonthier, Marco Casanova – Die Wütenden – Les Misérables (Les misérables)
Julien Sicart, Valérie de Loof, Daniel Sobrino – Porträt einer jungen Frau in Flammen (Portrait de la jeune fille en feu)

### Beste Filmmusik
präsentiert von David Boring
Dan Levy – Ich habe meinen Körper verloren (J’ai perdu mon corps)
Fatima Al Qadiri – Atlantique
Alexandre Desplat – Intrige (J’accuse)
Marco Casanova und Kim Chapiron – Die Wütenden – Les Misérables (Les misérables)
Grégoire Hetzel – Im Schatten von Roubaix (Roubaix, une lumière)

### Bestes Erstlingswerk
präsentiert von Florence Foresti
Papicha – Der Traum von Freiheit (Papicha) – Regie: Mounia Meddour
Atlantique – Regie: Mati Diop
Das Land meines Vaters (Au nom de la terre) – Regie: Édouard Bergeon
The Wolf’s Call – Entscheidung in der Tiefe (Le chant du loup) – Regie: Antonin Baudry
Die Wütenden – Les Misérables (Les misérables) – Regie: Ladj Ly

### Bester Animationsfilm
präsentiert von Benjamin Lavernhe
Ich habe meinen Körper verloren (J’ai perdu mon corps) – Regie: Jérémy Clapin
Königreich der Bären (La fameuse invasion des ours en Sicile) – Regie: Lorenzo Mattotti
Die Schwalben von Kabul (Les hirondelles de Kaboul) – Regie: Zabou Breitman und Éléa Gobbé-Mévellec

### Bester Dokumentarfilm
präsentiert von Antoine de Caunes
M – Regie: Yolande Zauberman
68, mon père et les clous – Regie: Samuel Bigiaoui
La cordillère des songes – Regie: Patricio Guzmán
Lourdes – Regie: Thierry Demaizière und Alban Teurlai
Wonderboy (Wonder Boy, Olivier Rousteing, né sous X) – Regie: Anissa Bonnefont

### Bester animierter Kurzfilm
präsentiert von Benjamin Lavernhe
La nuit des sacs plastiques – Regie: Gabriel Harel
Welch himmlischer Kuchen! (Ce magnifique gâteau!) – Regie: Emma De Swaef und Marc James Roels
Ich geh mal Zigaretten kaufen (Je sors acheter des cigarettes) – Regie: Osman Cerfon
Make It Soul – Regie: Jean-Charles Mbotti Malolo

### Bester Kurzfilm
präsentiert von Eye Haïdara und Maurice Barthélémy
Pile poil – Regie: Lauriane Escaffre und Yvonnick Muller
Beautiful Loser – Regie: Maxime Roy
Le chant d’Ahmed – Regie: Foued Mansour
Chien bleu – Regie: Fanny Liatard und Jérémy Trouilh
Nefta Football Club – Regie: Yves Piat

### Bester ausländischer Film
präsentiert von Alban Ivanov
Parasite (Gisaengchung /기생충), Südkorea – Regie: Bong Joon-ho
Leid und Herrlichkeit (Dolor y gloria), Spanien – Regie: Pedro Almodóvar
Young Ahmed (Le jeune Ahmed), Belgien – Regie: Jean-Pierre und Luc Dardenne
Joker, Vereinigte Staaten – Regie: Todd Phillips
Lola und das Meer (Lola vers la mer), Belgien, Frankreich – Regie: Laurent Micheli
Once Upon a Time in Hollywood, Vereinigte Staaten – Regie: Quentin Tarantino
Il Traditore – Als Kronzeuge gegen die Cosa Nostra (Il traditore), Italien, Frankreich, Deutschland, Brasilien – Regie: Marco Bellocchio

## Spezialpreise

### Ehrenpreis („César d’honneur“)
Annahme abgelehnt

### Publikumspreis
präsentiert von Josiane Balasko
Die Wütenden – Les Misérables (Les misérables) – Regie: Ladj Ly
Monsieur Claude 2 (Qu’est-ce qu'on a encore fait au Bon Dieu) – Regie: Philippe de Chauveron
Nous finirons ensemble – Regie: Guillaume Canet
Alles außer gewöhnlich (Hors normes) – Regie: Éric Toledano und Olivier Nakache
Das Land meines Vaters (Au nom de la terre) – Regie: Édouard Bergeon

### César des lycéens
Es standen sieben Filme zur Auswahl, der Preisträger wurde am 4. März 2020 verkündet.
Alles außer gewöhnlich (Hors normes) – Regie: Éric Toledano und Olivier Nakache
Die schönste Zeit unseres Lebens (La belle époque) – Regie: Nicolas Bedos
Gelobt sei Gott (Grâce à Dieu) – Regie: François Ozon
Intrige (J’accuse) – Regie: Roman Polański
Die Wütenden – Les Misérables (Les misérables) – Regie: Ladj Ly
Porträt einer jungen Frau in Flammen (Portrait de la jeune fille en feu) – Regie: Céline Sciamma
Roubaix, une lumière – Regie: Arnaud Desplechin